# Javier (Navarra)
Javier (baskisch Xabier) ist eine Gemeinde (municipio) mit 111 Einwohnern (Stand: 2024) in der Autonomen Gemeinschaft Navarra. 

## Toponym
Der Name der Gemeinde ist dem Heiligen Franz Xaver entlehnt. Er soll hier auf der Burg (Castillo de Javier) geboren sein. 

## Lokale Situation
Javier liegt zu Füßen des Bergrückens Sierra de Leyre und in einer Höhe von etwa 465 m. Pamplona liegt etwa 41 Kilometer nordwestlich von Javier. Der Río Aragón begrenzt die Gemeinde im Nordwesten.

## Kultur und Sehenswürdigkeiten
- Burg Javier mit Basilika
- Kirche Mariä Verklärung und Konvent

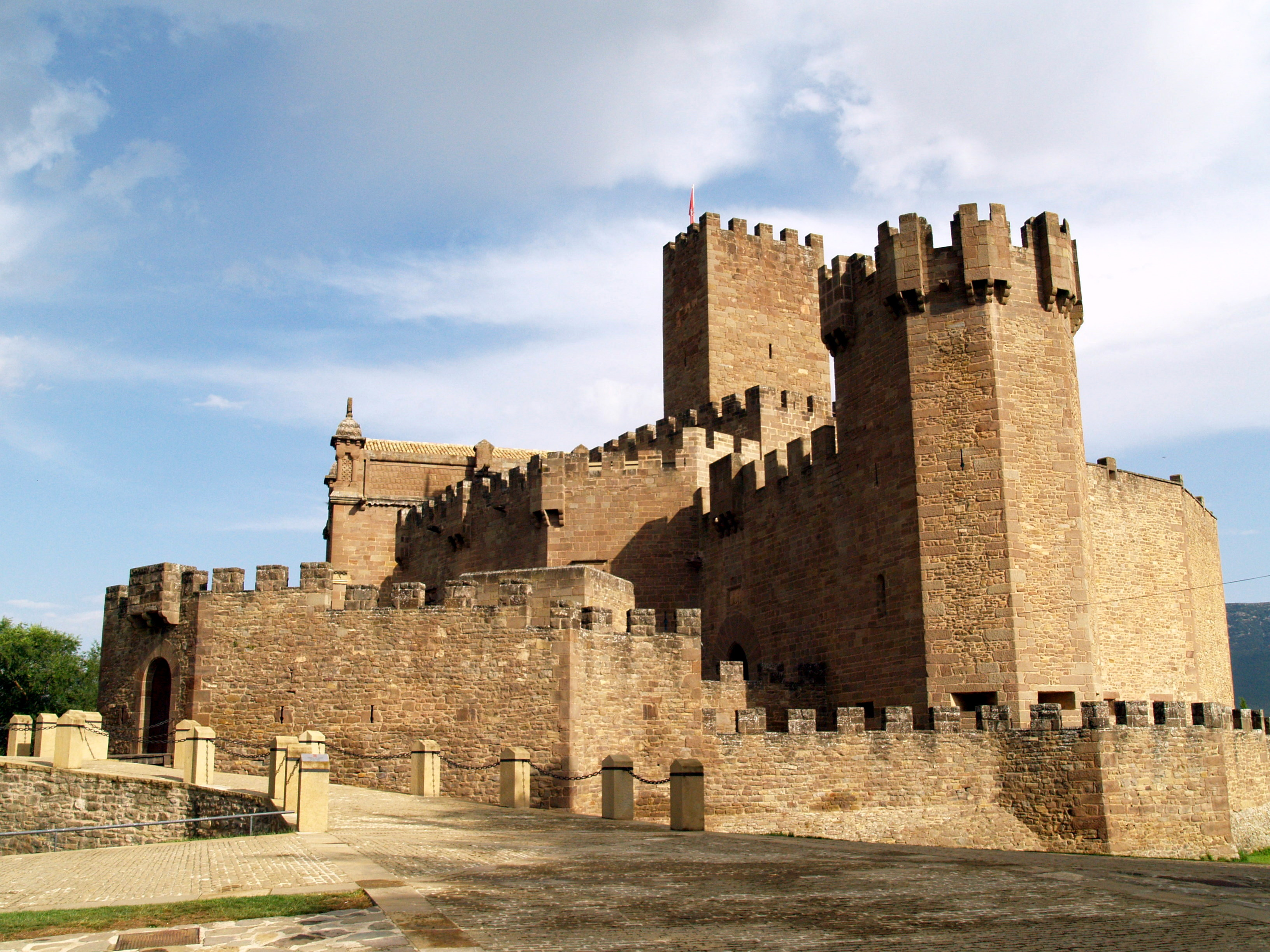
Burg Javier
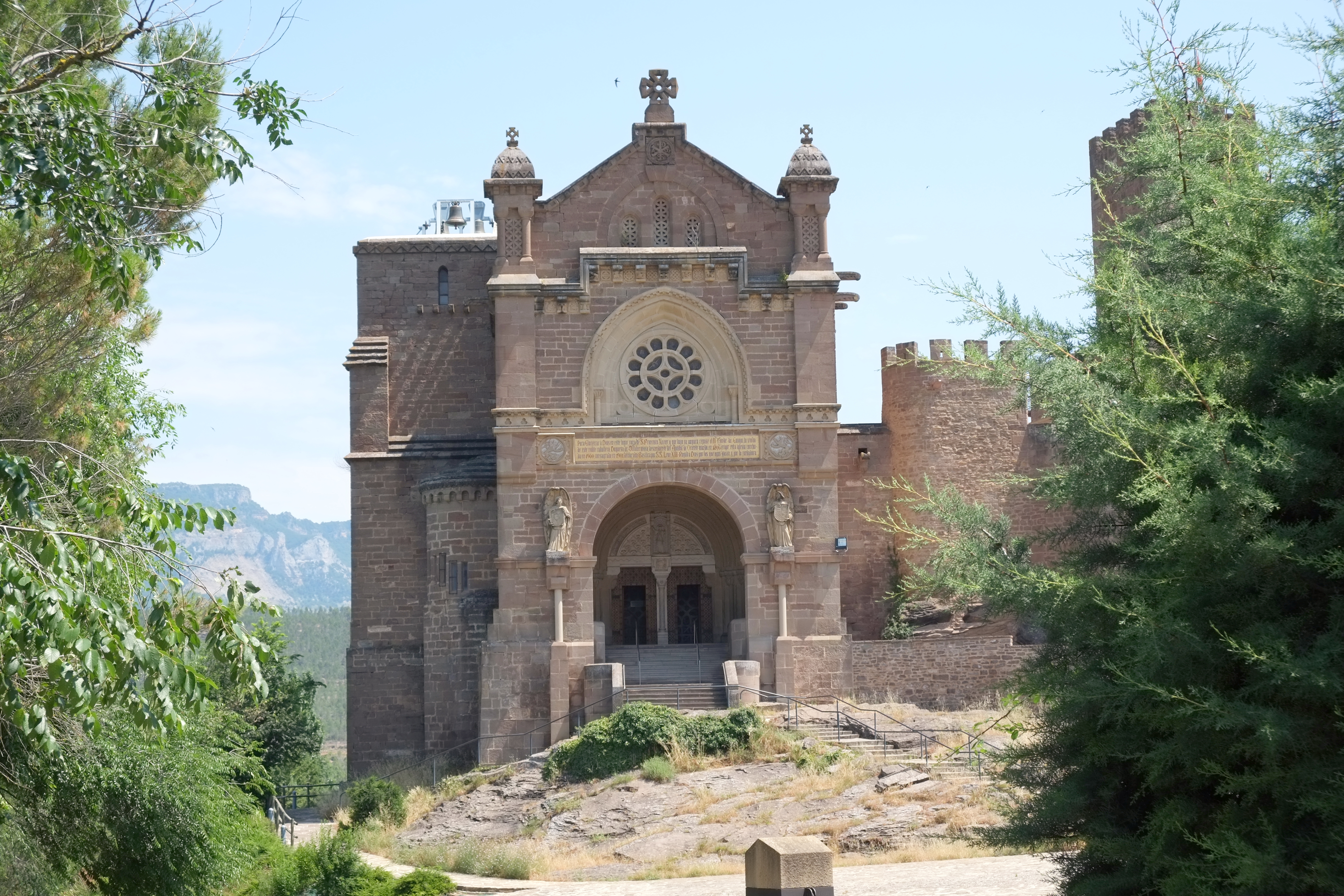
Basilika
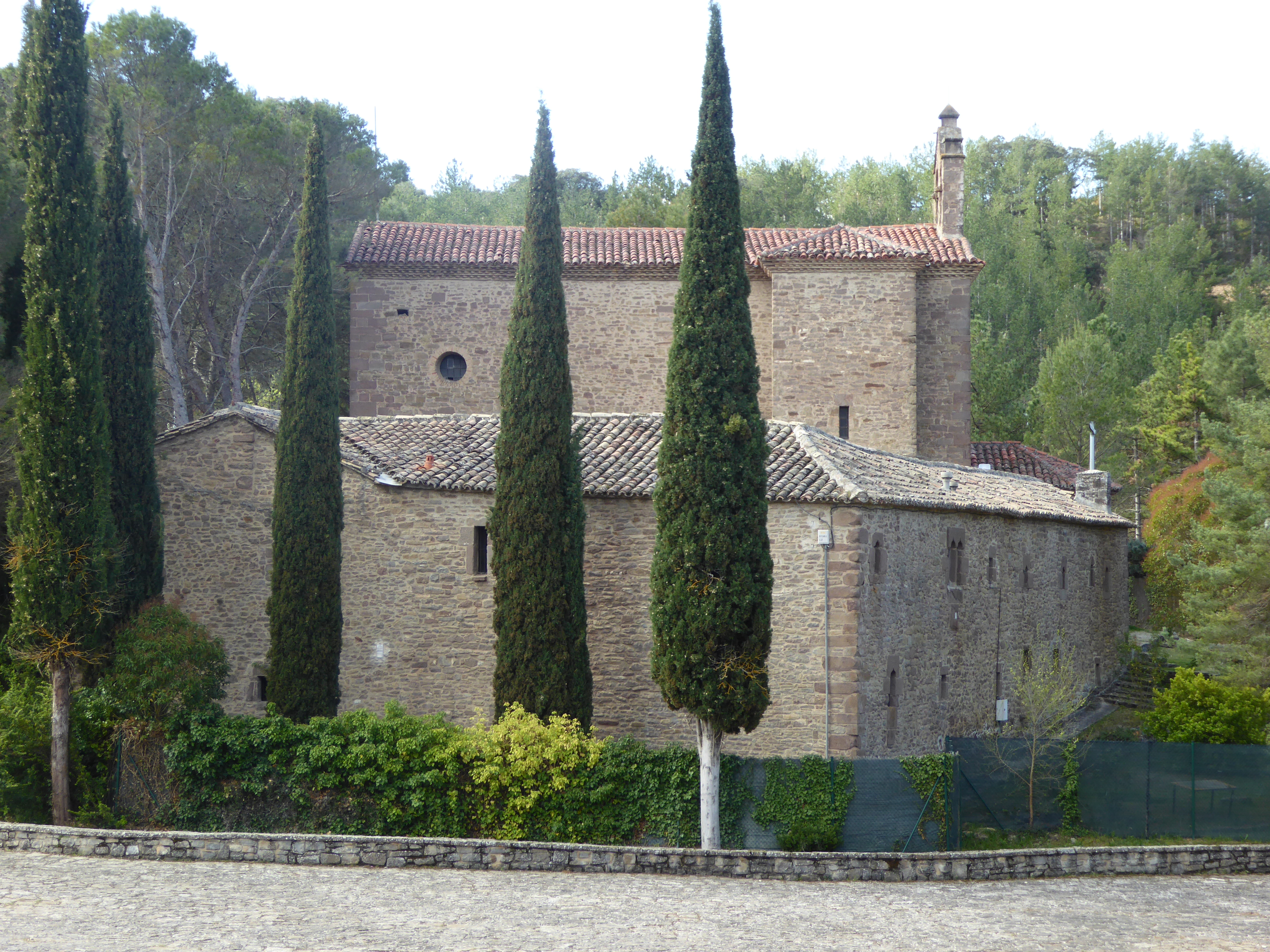
Kirche Mariä Verklärung und Minoritenkonvent
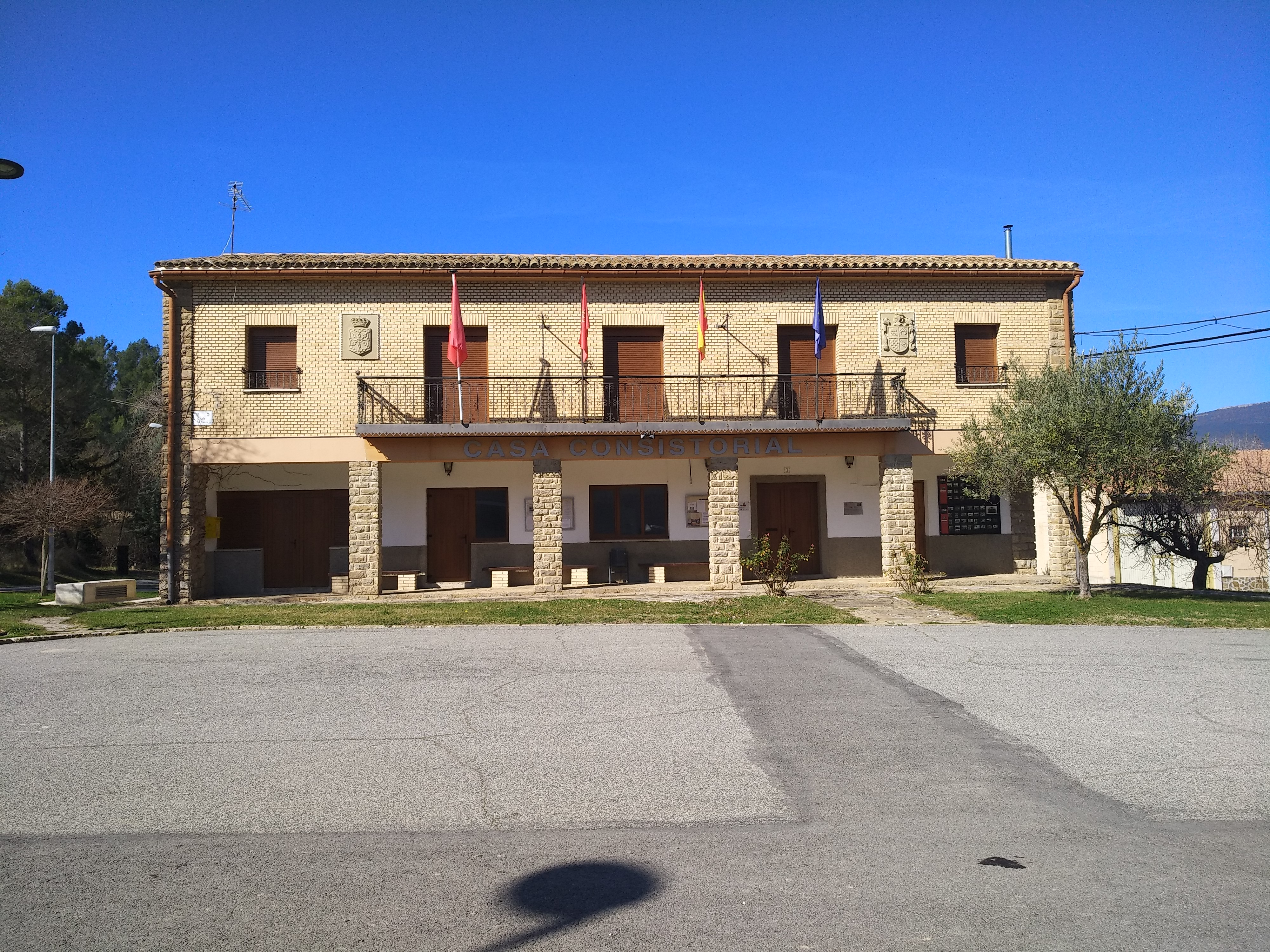
Rathaus